# Romlund
Romlund er en landsby beliggende nordvest for Viborg.
I landsbyen ligger Romlund Kirke, et forsamlingshus, bilværkstedet Autogaarden Romlund
og Romlund Dyrehospital.
Romlund hører til Romlund Sogn og Viborg Kommune.
Natten til den 20. august 1941 blev en bombelast fra et engelsk fly nedkastet ved Romlund på marken mellem Hulhøjgård og Højgård.
Vinduerne på de nærliggende gårde blev knust og en lade blev så medtaget at der måtte opmures støttepiller for at den ikke styrtede sammen.
Et skunklaboratorium i Romlund blev ryddet af politi og Beredskabsstyrelsen i 2016.
I 2017 blev gadekæret oprenset og i tilknytning blev en terrasse og et stisystem konstrueret.